# سيدني بريان بيري (ضابط)
سيدني بريان بيري هو ضابط بالجيش الأمريكي برتبة فريق. وُلد في 10 فبراير عام 1926، وتُوفي في 1 يوليو 2013. وتخرّج من الأكاديمية العسكرية  الأمريكية عام 1977.وشغل منصب مفوض السلامة العامة في ولاية ميسيسيبي في الفترة من عام 1980 إلى عام 1984.

## حياته المُبكرة وتعليمه
وُلد بيري في هاتيسبورغ بولاية ميسيسيبي في 10 فبراير عام 1926. التحق بالأكاديمية العسكرية الأمريكية من ولاية ميسيسيبي، وتخرج في المرتبة 160 من الأكاديمية بويست بوينت في عام 1948. تم تكليفه للخدمة برتبة ملازم ثاني في قوات المشاة، وخدم مع وحدته في أولى مهامه باليابان في عام 1949.

## مهنته العسكرية
شملت حياة سيدني المهنية حربين، حيث خدم لأول مرة الحرب الكورية، وحصل نظير خدماته على نجمتين فضيتين، ونجمة برونزيو، ووسام القلب الأرجواني، وشارة أبطال قوات المشاة. بعد قضاء فترة خدمته في الحرب الكورية، حصل على شهادة الدراسات العليا من جامعة كولومبيا في الفترة من عام 1951إلى عام 1953. ثم عمل كمدرس الأكاديمية العسكرية الأمريكية في ويست بوينت في قسم العلوم الاجتماعية في الفترة من عام 1953 إلى عام 1956. كما كان مساعدًا عسكريًا لوزير الدفاع روبرت ماكنمارا من عام 1961 إلى عام 1964، حيث سافر إلى فيتنام في مناسبات متعددة. ومن عام 1964إلى عان 1965، كان بيري طالبًا في كلية الحرب بالجيش الأمريكي في كارلايل باراكس. [1] وعمل أيضًا لمدة عام في مجلس العلاقات الخارجية في مدينة نيويورك من عام 1967إلى عام 1968.
خدم سيدني أيضًا لمدة عامين ونصف في حرب فيتنام بين عامي 1965 و1971. وحدث جرحه الثاني في فيتنام خلال جولته الأولى بين عامي 1965و1966. وشملت جوائزه نظير خدمته في فيتنام ميدالية الخدمة المتميزة، ونجمتين فضيتين، ووسامي طيارين متميزين، ووسامي استحقاق، ووسام القلب الأرجواني، و42 ميدالية جوية، وشارة أبطال قوات المشاة أخرى. أصبح سيدني المشرف رقم 50 على الأكاديمية العسكرية بويست بوينت في عام 1974. وأشرف أثناء فترة منصبه على تجنيد النساء في صيف عام 1976 بينما كان في الوقت نفسه يتعامل مع فضيحة شرف ضخمة تنطوي على الغش في اختبار أكاديمي يتضمن المبتدئين. بعد جولته كمشرف تابع للأكاديمية، قاد الفيلق الخامس بالجيش الأمريكي في أوروبا من عام 1977 إلى عام 1980 ، وتقاعد من الخدمة العسكرية بشكل فعلي في 1 مارس 1980.

## فهارس
- Atkinson، Rick (1999). The Long Gray Line. New York: MacMillan. ISBN:978-0-8050-6291-5. اطلع عليه بتاريخ 2009-04-22.
- Krueger، Dan (1975). Bugle Notes, 67th Vol., 1975. West Point, NY: United States Military Academy.